# Alfred Strauß (Rechtsanwalt)
Alfred Strauß, auch Strauss (* 30. August 1902 in München; † 24. Mai 1933 im KZ Dachau) war ein deutscher Rechtsanwalt.

## Leben und Wirken
Strauß war der Sohn des Rechtsanwaltes und Münchener Stadtrates für die DDP Adolf Strauß und seiner Ehefrau Margarete. Nach dem Schulbesuch studierte er Rechtswissenschaften an den Universitäten Göttingen und München. 1924 promovierte er in Göttingen zum Dr. rer. pol. und 1931 in Halle zum Dr. jur. Nach dem Bestehen der Großen Staatsprüfung lebte er ab 1928 als Rechtsanwalt in München. Seine Adresse hatte er dort in der Goethestraße 43.
Wenige Wochen nach der nationalsozialistischen Machtübernahme am 30. Januar 1933 und unmittelbar nachdem im März 1933 auch die bayerische Regierung in die Kontrolle der NSDAP geraten war, wurde Strauß am 27. März 1933 wegen „gewissenloser Berufsausübung“ in Schutzhaft genommen. Reinhard Weber verweist darauf, dass es sich bei dieser Maßnahme „um einen Racheakt des neuen Justizministers Frank“ handelte, mit dem Strauß in der Vergangenheit berufliche Zusammenstöße gehabt haben soll.
Am 21. April fragte die Bayerische Politische Polizei an, ob Strauß noch weiter in Schutzhaft gehalten werden sollte, da ihm „eine strafbare Handlung […] nicht nachgewiesen werden“ könne.
Am 11. Mai 1933 wurde Strauß in das KZ Dachau überführt. Dort wurde er wiederholt misshandelt und schließlich am 24. Mai 1933 von dem SS-Mann Johann Kantschuster erschossen. Kantschuster gab dem Bericht der ermittelnden Staatsanwaltschaft zufolge die folgende Schilderung des Vorfalls:
„Er selbst [Kantschuster] habe austreten müssen; Strauss sei weiter gegangen. Plötzlich sei Strauß weggesprungen, um in das etwa 6 m vom Saumweg entfernte Gebüsch zu gelangen. Als er dies gemerkt habe, habe er dem Flüchtenden aus einer Entfernung von etwa 8 m 2 Schüsse nachgesandt, worauf Strauß tot zusammengebrochen sei.
Die Untersuchung der Staatsanwaltschaft unter Leitung von Oberstaatsanwalt Karl Wintersberger ergab Tod durch Gehirnlähmung infolge eines Durchschusses und eines Steckschusses in die rechte Hirnhälfte. Zudem wurden bei der Leichenöffnung zahlreiche Spuren schwerer Misshandlungen (Striemen in der Lenden- und Gesäßgegend sowie Blutunterlaufungen an der linken Bauchdecke) festgestellt. Da die Behauptungen Kantschusters, Strauß habe versucht zu fliehen, aufgrund zahlreicher Indizien wenig glaubhaft waren – so trug Strauß zum Zeitpunkt seiner angeblichen Flucht nur Hausschuhe –, wurde ein Ermittlungsverfahren gegen ihn eingeleitet. Da die Heinrich Himmler unterstehende Politische Polizei sich der Akten bemächtigte, waren weitere Amtshandlungen nicht mehr möglich. Das Verfahren wurde schließlich aufgrund der Bayerischen Verordnung über die Gewährung von Straffreiheit vom 2. August 1933 eingestellt.
Strauß’ Mutter wurde mit den ersten Münchener Juden am 20. November 1941 nach Osten deportiert. Am 25. November 1941 wurde sie mit einigen tausend weiteren Personen in Kaunas in Litauen erschossen.
Strauß’ Tötung wurde im Nürnberger Prozess gegen die Hauptkriegsverbrecher erörtert, der Bericht darüber als Dokument US-450 zu den Akten genommen.
Nach dem Ende des Zweiten Weltkrieges wurden gegen den bei Kriegsende vermissten Mörder von Strauß, Johann Kantschuster, elf Ermittlungsverfahren eingeleitet, darunter auch wegen Verbrechen im KZ Dachau.

## Schriften
- Die Entwicklung der Aktiengesellschaft in Bayern bis zum Jahre 1871, Göttingen 1924. (Dissertation)